# Okręg dolnośląski Kościoła Chrześcijan Baptystów w RP
Okręg dolnośląski – jeden z dziewięciu okręgów Kościoła Chrześcijan Baptystów w RP liczący 11 zborów i 4 placówki. Przedstawicielem okręgu jest pastor Daniel Trusiewicz.
W roku 2013 okręg liczył 636 członków (nie licząc dzieci).

## Zbory
Lista zborów okręgu dolnośląskiego (w nawiasie nazwa zboru):
- zbór w Głogowie
- zbór w Kaliszu
- zbór w Kłodzku
- zbór w Lwówku Śląskim
- zbór w Wałbrzychu
- zbór we Wrocławiu (pierwszy)
- zbór we Wrocławiu (drugi)
- zbór we Wrocławiu (trzeci – „Wspólnota Nowej Nadziei”)
- zbór w Zgorzelcu
- zbór w Zielonej Górze

## Placówki
Lista placówek okręgu dolnośląskiego:
- placówka w Lubinie
- placówka w Oławie
- placówka w Wołowie („Wspólnota Emmanuel”)
- placówka w Ząbkowicach Śląskich